# Office 1 Superstore
Office 1 Superstores International Inc. Es una cadena de tiendas, fundada en 1996,  dedicada a la venta de productos y suministros de oficina incluido el mobiliario y equipos electrónicos. Office 1 actualmente opera en treinta y seis países con más de 600 tiendas, en seis continentes. La compañía tiene su sede en Palm Beach, Florida. La empresa utiliza múltiples canales de distribución, incluidos productos de oficina, papelería, tiendas minoristas, telemercadeo, catálogos, correo directo de empresa a empresa, comercio electrónico y contratos de ventas.
El lema de Office 1: "Todas las necesidades de su oficina bajo un mismo techo".
Las primeras tiendas CARLIN se inauguran en España. Entre 1995-2000 amplió mercado en Europa, Asia y Oriente Medio. Entre 2002-2007 abrió sucursales en África, Australia, América Central, América del Sur y el Caribe.  Actualmente se está abriendo mercado en la México con 6 tiendas en el D.F., 2 en Puebla y 1 en Cuernavaca, con aperturas próximamente en Guadalajara, Chihuahua y 2 más en el D.f. así como 13 tiendas en Lima, Perú.
Esta es la cadena de tiendas de oficina de más rápido crecimiento en el mundo. 
Office 1 tiene su sede en Palm Beach, Florida. Y dos oficinas más, una situada en Shanghái, China y la otra con sede en Sofía, Bulgaria.